# 강이식
강이식(姜以式, ?~?)은 고구려의 장수이자, 진주 강씨의 시조이다. 강 족보에는 고구려 영양왕 때 병마도원수(兵馬都元帥)를 역임한 장군이라고 하나, 《삼국사기》, 《구당서》(舊唐書) 등 정사(正史)에서는 발견되지 않는다.

## 생애
수나라가 597년에 고구려에 무례한 국서를 보내자 강이식은 “이러한 오만무례한 국서는 붓으로 답할 것이 아니라 칼로 대답해야 한다”라고 주장하였다. 598년에 수나라가 고구려를 반격하기 위해 군대를 움직이자 이에 맞서 강이식이 병마원수(兵馬元帥)가 되어 5만의 정병을 이끌고 출전하였다고 한다. 수나라의 요서총관(遼西總管) 위충 (韋沖)과 접전하다 거짓으로 패하였고, 이에 수 문제가 양양(楊諒)에게 30만의 대군을 주어 임유관에서 출정하게 하고 주나후(周羅喉)에게 수군을 맡겼다. 주나후는 수군을 이끌고 평양으로 나아가겠다고 소문을 퍼뜨렸으나 강이식은 속임수를 간파하고 요하로 향하는 수군을 요격하여 격파하였다. 이후 성채를 지키면서 지구전을 펼쳐 수나라 군대는 양식이 떨어지고 장마로 인해 전염병이 돌아 퇴군하였다. 이에 강이식 장군이 이를 끝까지 추격하여 완전 섬멸하였다.
각종 문헌들에는 강이식이 수 양제 때 병마원수로서 우리나라로 왔다가 귀화하였다고 되어 있는데 반해, 중국 측 기록인 『광동 강씨보』에서는 강이식이 수 양제가 문제를 죽이고 제위를 찬탈하자 이에 벼슬에서 물러났다고 하여 다르게 기록되어 있다. 그 이유에 대해서는 당시의 상황을 따져보아 다음과 같은 추정이 가능하다. 우선 604년에 양광(楊廣)이 자신의 아버지 문제와 황태자인 형 양용(楊勇)을 죽이고 양제로 등극했을 때, 문제를 도와 중국을 통일했던 강이식으로서는 이런 정치적 참변이 달가웠을 리가 없었을 것이다. 또한 대운하와 궁궐 건설 등으로 많은 국고를 낭비하고 백성들의 생활을 힘들게 하는 양제의 통치 방식에 대해서도 많은 반감을 가졌을 것임도 충분히 짐작할 수 있는 일이다. 이러한 상황에서 양제는 모든 국력을 동원하여 고구려를 침공하였고, 그간 벼슬에서 물러나 있었든지 혹은 계속 조정에 남아 있었든지 간에 어쨌든 강이식은 수나라의 병마원수로서 참전하였다가 고구려로 귀순하게 된다. 아마도 강이식으로서는, 고구려와의 전쟁에서 패하고 아무런 소득도 거두지 못하면서도 무리하게 계속 전쟁을 도발하는 양제에게서 더 이상의 희망을 발견할 수 없었기 때문이었을 것이다. 중국 측의 입장에서 보면, 나라를 건국한 공신(功臣)이자 병마원수 즉 군대 최고 지휘관이 전쟁터에서 적에게 귀순했다는 사실은 무척 치욕스러운 일이다. 그러므로 중국의 광동 강씨들은 그들의 족보에 강이식에 대한 역사적 사실을 그대로 기술하기는 어려워 강이식이 수 양제 때 초야에 묻혀 은거했다는 식으로 기록했을 것으로 생각된다.

## 유적
묘소는 만주 심양현(선양) 봉길선 원수림역 앞에 있다고 알려져 있다. 중국 문화혁명 당시 크게 훼손되어 지금은 거북좌대만 남아 있다. 경남 진주시 상봉동 885에 봉산사에 영정이 모셔져 있다. 매년 음력 3월 10일에 그를 제향한다.

## 강이식이 등장한 작품

### 드라마
- 《연개소문》(SBS, 2006년~2007년, 배우:김시원)

## 같이 보기
- 염제
- 진주 강씨 (강이식)
- 임유관 전투
- 영류왕